# Amelora rhyncophora
Amelora rhyncophora är en fjärilsart som beskrevs av Oswald Beltram Lower 1893. Amelora rhyncophora ingår i släktet Amelora och familjen mätare. Inga underarter finns listade i Catalogue of Life.